# Enrique Javier Borja
Enrique Javier Borja Araújo, noto semplicemente come Enrique Borja (San Ignacio, 30 maggio 1995), è un calciatore paraguaiano, attaccante dell'Independiente.

## Caratteristiche tecniche
È un centravanti.

## Carriera
Cresciuto nel settore giovanile del Cerro Porteño, ha esordito in prima squadra il 25 aprile 2014 disputando l'incontro di División Profesional pareggiato 1-1 contro il General Díaz.
Il 21 dicembre 2018 viene acquistato dall'Argentinos Juniors, trasferimento che sarà effettivo dal 1º gennaio 2019.